# Comuna Jelsa, Split-Dalmația
Jelsa este o comună în cantonul Split-Dalmația, Croația, având o populație de 3.582 de locuitori (2011).

## Demografie
Componența etnică a comunei Jelsa
     Croați (95,81%)
     Necunoscut (0,34%)
     Neclasificat (3,24%)
Componența confesională a comunei Jelsa
     Catolici (91,04%)
     Fără religie și atei (3,18%)
     Musulmani (1,62%)
     Necunoscută (2,51%)
     Alte religii (1,65%)
Conform recensământului din 2011, comuna Jelsa avea 3.582 de locuitori. Din punct de vedere etnic, majoritatea locuitorilor (95,81%) erau croați. Apartenența etnică nu este cunoscută în cazul a 0,34% din locuitori. Din punct de vedere confesional, majoritatea locuitorilor (91,04%) erau catolici, existând și minorități de persoane fără religie și atei (3,18%) și musulmani (1,62%). Pentru 2,51% din locuitori nu este cunoscută apartenența confesională.